# L'Oiseau blanc (Bob et Bobette)
Pour les articles homonymes, voir L'Oiseau blanc (homonymie).
L'Oiseau blanc ou De witte uil en néerlandais est le neuvième album de bande dessinée de la série Bob et Bobette. Il porte le numéro 134 de la série actuelle.
Il a été écrit et dessiné par Willy Vandersteen et publié dans De Standaard et Het Nieuwsblad du 29 juillet 1948 au 7 décembre 1948.
L'histoire est en partie une suite de l'album Le singe volant, publié trois ans plus tôt. 

## Synopsis
Arthur est enlevé par des gangsters chinois qui tentent de rallier Lambique à leur cause. Bob et Bobette se rendent en Chine grâce au Gyronef. Ils sont confrontés à un mandarin qui a pris le pouvoir et qui, pour le conserver, enferme tous les oiseaux et les êtres volants qu'il capture pour éviter que le dernier vœu du père de la princesse Tsé-Tsé ne se réalise.

## Personnages
- Bobette
- Bob
- Lambique
- Arthur

- La Salamandre
- Le mandarin Leh-pan-Ceh-deh-Moa et son armée, les Tigre des Mille Pagodes ainsi que les Longues Nattes
- Monsieur Palmipède
- Princesse Tsé-Tsé et sa tortue, Toetenel (le nom de la tortue n'est cité que dans la version originale en néerlandais)
- l'Oiseau libérateur (l'oiseau blanc) : une colombe.
- L'astrologue du mandarin Leh-pan-Ceh-deh-Moa

## Lieux
- Belgique avec le port d'Anvers et le quartier chinois
- L'hôpital fictif l'Hôtel-Dieu, situé probablement à Anvers. Celui-ci n'est pas nommé par un quelconque nom dans la version originale de l'album.
- Chine, pays fictif du Royaume des Rêves perdus (aussi appelé Pagode d'Or du Royaume d'Antan et Royaume Perdu, il s'agit d'un faux raccord lors de la traduction en français), palais du Royaume, la Pagode d'Or.

## Inventions
Bob, Bobette et Lambique se rendent en Chine à bord du Gyronef.

## Autour de l'album
- Le nom du mandarin dans la version originale en néerlandais est Sjam Foe-sjek. C'est un double jeu de mots . D'une part, le mot du dialecte flamand shamfoeter (quelqu'un qui obtient beaucoup de choses), d'autre part le nom du président chinois de l'époque, Chiang Kai-shek[2].

## Éditions
- De witte uil, Standaart, 1950 : Édition originale en néerlandais
- L'Oiseau blanc, Erasme, 1972 : Édition française comme numéro 134 de la série actuelle en couleur.